# Vicia hulensis
Vicia hulensis là một loài thực vật có hoa trong họ Đậu. Loài này được Plitmann miêu tả khoa học đầu tiên.